# Coyote (serie televisiva)
Coyote è una serie televisiva statunitense pubblicata il 7 gennaio 2021 sulla piattaforma streaming on demand Paramount+.
In Italia è andata in onda su Sky Investigation dal 5 settembre al 19 settembre 2021.

## Trama
Al confine tra il Messico e gli Stati Uniti d'America, Ben Clemens, dopo trentadue anni di servizio nella polizia di frontiera, si ritrova a mettere in discussione tutte le sue convinzioni quando aiuta una giovane immigrata incinta.

## Episodi
| Stagione       | Episodi | Pubblicazione USA | Prima TV Italia |
| -------------- | ------- | ----------------- | --------------- |
| Prima stagione | 6       | 2021              | 2021            |

## Produzione

### Sviluppo
Lo sviluppo della serie è stato annunciato inizialmente il 1º maggio 2019. Il 26 giugno seguente Paramount Network aveva ordinato la produzione di dieci episodi. Il 19 novembre 2020 è stato annunciato che la serie avrebbe debuttato su Paramount+ anziché su Paramount Network.
Nel gennaio 2023 la serie è stata rimossa da Paramount+.

### Riprese
La serie è stata girata in Bassa California nel gennaio 2020.